# Buninagara (Sindangkerta)
Buninagara is een bestuurslaag in het regentschap West-Bandung van de provincie West-Java, Indonesië. Buninagara telt 3504 inwoners (volkstelling 2010).